# Albin Ljungqvist
Albin Håkan Fredy Ljungqvist, født 22. april 1981 i Falköping, er en svensk artist, sangskriver og showskaber. Han er uddannet musical performer fra Balettakademien i Göteborg og har blandt andet været showkaptajn i Wallmans i Cirkusbygningen, inden han blev freelance artist. Han har bl.a. deltaget i Dansk Melodi Grand Prix 2013, hvor han sang ”Beautiful to me” der er skrevet af Bryan Rice og Mads Haugaard. I 2018 deltog han igen i Dansk Melodi Grand Prix med sangen "Music For The Road", der opnåede en 3. plads i superfinalen.
I 2014 gæstede Ljungqvist som vokalist og sangskriver på Torben Enevoldsens soloprojekt Acacia Avenue ”Cold” med sangen It´s Over.
Ljungqvist er forlovet med sangerinden Maria Lucia.

## Diskografi
- 2013 - "Beautiful to me" (Haugaard/Rice), Dansk Melodi Grand Prix 2013
- 2014 - "It's Over" (Enevoldsen/Ljungqvist), Acacia Avenue "Cold"[6][7]
- 2016 - "Falling For The Last Time" (EP)
- 2018 - "Music For The Road" (Rune Braager, John Garrison, Olivio Antonio), Dansk Melodi Grand Prix 2018